# Enneboeus seriatus
Enneboeus seriatus is een keversoort uit de familie Archeocrypticidae. De wetenschappelijke naam van de soort is voor het eerst geldig gepubliceerd in 1893 door Champion.